# Важинський Олександр Григорович
Важинський Олександр Григорович (27 лютого 1910 , Майкоп, Кубанська область  — 2 жовтня 1970 , Сочі, Краснодарський край ) — командир ескадрильї 6-го бомбардувального авіаційного Краківського полку 219-ї бомбардувальної авіаційної Ченстоховської дивізії 4-го бомбардувального авіаційного корпусу, 2-ї повітряної армії, 1-го Українського фронту, майор, Герой Радянського Союзу.

## Біографія

### Ранні роки
Важинський Олександр Григорович народився 27 лютого 1910 року у місті Майкоп Кубанської області (нині Республіка Адигея) у російській робітничій родині. Залишившись сиротою в 11 років, коли помер батько, який працював клеєваром на меблевій фабриці, він покинув школу і пішов працювати пастухом до кулака. В 1926 році, закінчивши школу робітничої молоді, працював електромонтером у міських електричних мережах та на меблевій фабриці. У 1931 році він залишив рідний Майкоп і поїхав до Харкова, де працював на турбогенераторному заводі бригадиром комсомольської бригади електромонтерів та одночасно навчався в електромеханічному інституті.
З серпня 1933 року — в рядах Червоної Армії. Закінчив військову авіаційну школу льотчиків у Харкові 1936 року.

### В РККА
У серпні 1933 року А. Г. Важинський за спецнабором ЦК ВКП(б) був призваний до лав Червоної Армії та направлений комітетом комсомолу заводу до 9-ї Харківської військової авіашколи льотчиків. Після трьох років напруженого навчання, у січні 1936 року, отримавши звання лейтенанта, розпочав службу пілотом в авіачастинах Білоруського військового округу. Улітку 1940 року, як одного з кращих льотчиків, що володіли високою льотною майстерністю і методичною культурою, його направили працювати льотчиком-інструктором до Пуховічської військової авіашколи, яка з початком війни була евакуйована в Чкалов і влилася до складу місцевої авіашколи льотчиків. Член КПРС з 1942 року.
Будучи командиром навчальної ланки, Олександр Григорович себе віддавав справі навчання і виховання майбутніх льотних кадрів, але він прагнув потрапити на фронт, туди, де вирішувалася доля країни. Писав рапорт за рапортом, доки не було задоволене його прохання.

### Участь у війні
Був призначений командиром ланки в 18-й Червонопрапорний бомбардувальний авіаполк 202-ї Середньо-Донської бомбардувальної авіаційної дивізії, а в травні 1943 року, ставши заступником командира ескадрильї, прибув на Південно-Західний фронт, війська якого вели важкі оборонні дії на Сіверському Донці. Починаючи з 5 травня 1943 року, Олександр Важинський брав участь у бойових діях на фронтах німецько-радянської війни. У складі 18-го бомбардувального авіаційного полку 5-ї повітряної армії та 6-го бомбардувального авіаполку (з 15 травня 1944 року) Важинський здійснював бойові вильоти на Воронезькому та 1-му Українському фронтах.
До квітня 1945 року здійснив 116 бойових вильотів на розвідку та бомбардування залізничних станцій, аеродромів, скупчень живої сили та техніки супротивника. З них 72 бойові вильоти — на бойові завдання групи та 19 — на розвідку. Важинський першим запровадив метод використання літаків Пе-2 на «вільне полювання» і здійснив 15 таких вильотів у винятково складних метеоумовах.
Ескадрилья Важинського під його керівництвом здійснила 554 бойові вильоти, знищивши 240 машин, 90 танків, 28 складів з пальним і боєприпасами, а також низку інших об'єктів (аеродроми, злітно-посадкові смуги, залізничне полотно, склади тощо). Крім того, ескадрилья завдала противнику великих втрат у живій силі, а в повітряних боях збила 9 літаків, при цьому втративши один свій екіпаж.
Указом Президії Верховної Ради СРСР від 27 червня 1945 року за мужність і героїзм, проявлені в боях з німецько-фашистськими загарбниками, за відмінне водіння груп з найменшими втратами, відмінне керівництво підрозділом і 116 успішних бойових вильотів, майору Важинського Олександру Григоровичу було надано звання Героя Радянського Союзу з врученням ордена Леніна та медалі «Золота Зірка».

### Після війни
З 1947 Олександр Важинський служив майором запасу. Проживав у місті Сочі та працював заступником директора з господарської частини Мацестинського чайрадгоспу.
2 жовтня 1970 року Олександр Григорович Важинський помер.

## Нагороди та звання
- Герой Радянського Союзу[2]
- Орден Леніна[3]
- Орден Червоного Прапора[4]
- Орден Червоного Прапора[5]
- Орден Олександра Невського[6]
- Медаль «За бойові заслуги»[7]
- Медаль «За перемогу над Німеччиною у Великій Вітчизняній війні 1941—1945 рр.» (9 травня 1945 року[8])
- Медаль «На ознаменування 100-річчя від дня народження Володимира Ілліча Леніна» (6 квітня 1970)
- Ювілейна медаль «Двадцять років Перемоги у Великій Вітчизняній війні 1941—1945 рр.» (7 травня 1965 року[9])
- Медаль «30 років Радянської Армії та Флоту»

## Пам'ять
- Ім'я Героя викарбувано золотими літерами у залі Слави Центрального музею Великої Вітчизняної війни у Парку Перемоги міста Москви
- На могилі встановлено надгробну пам'ятку.